# والتر آدامز (منافس ألعاب قوى)
والتر آدامز (بالألمانية: Walter Adams)‏ هو منافس ألعاب قوى ألماني، ولد في 15 مارس 1945 في آلن في ألمانيا.

## وصلات خارجية
- والتر آدامز على موقع الاتحاد الدولي لألعاب القوى (الإنجليزية)
- والتر آدامز على موقع أوليمبيديا (الإنجليزية)